# X Japan
X Japan (яп. エックス・ジャパン эккусу дзяпан) — японская метал-группа из префектуры Тиба, основанная в 1982 году барабанщиком Ёсики и вокалистом Тоси. Преимущественно исполняя музыку в жанрах пауэр- и спид-метал с тяжёлыми симфоническими элементами, позже группа тяготела к прогрессивному звуку с акцентом на баллады. Добившись мирового успеха, группа получила статус одних из пионеров visual kei — движения среди японских музыкантов, сопоставимого с западным глэмом.
Взяв себе первоначальное название X (яп. エックス эккусу), группа выпустила свой дебютный альбом Vanishing Vision в 1988 году на лейбле Ёсики — Extasy Records. Во время записи также присоединяются басист Тайдзи, лид-гитарист Хидэ и ритм-гитарист Пата. Группа достигла успеха после издания второго студийного альбома Blue Blood, выпущенный уже на лейбле
CBS/Sony в 1989 году. После выпуска третьего студийного альбома Jealousy в 1991-м группу покидает Тайдзи, на место которого приходит Хит. В таком составе группа меняет своё название на X Japan и записывает мини-альбом Art of Life в 1993 году, который состоит из одной 29-ти минутной композиции. 1995 год знаменует собой конец visual kei-эстетики группы, имидж всех участников, за исключением Хидэ, полностью меняется и они появляются перед поклонниками в совершенно другом образе. В 1996 году выходит в свет новый альбом Dahlia, который дебютирует под номером один как и два предыдущих альбома. 31 декабря 1997 года X Japan собираются в последний раз чтобы дать свой последний концерт в Токио Доум.
Спустя 10 лет X Japan воссоединяются в 2007 году и записывают новую песню «I.V.». В течение следующих двух лет группа отыграла несколько концертов, включая первый зарубежный в Гонконге. В состав группы был официально принят новый лид-гитарист Сугидзо на замену умершего Хидэ в 1998 году до проведения тура по Северной Америке в 2010 году. В 2011 году группа отправилась в своё первое мировое турне по всей Европе, Южной Америке и Азии.
За всю свою историю X Japan выпустила: 5 студийных альбомов, из которых 3 альбома дебютировали на первой строчке в чарте Oricon, 6 концертных альбомов и 25 синглов. В 2003 году HMV Japan поставила группу на 40 место в свой список 100 самых важных японских поп-исполнителей. В 2007 году журнал Rolling Stone Japan поместил альбом Blue Blood на 15 позицию в списке 100 самых лучших японских рок-альбомов всех времён. X Japan продали свыше 30 миллионов пластинок.

## История

### 1978—1992: X
X Japan начинает свою историю в 1978 году, когда два тринадцатилетних школьника Ёсики Хаяси и Тосимицу Дэяма основали группу под названием Dynamite. В 1980 году название было изменено на Noise, затем, в 1982 году, снова изменено на X.
В 1986 X с частыми сменами состава начинают активно выступать в Токио. Их первый сингл «I’ll Kill You» был издан на Dada Records в июне.
Для обеспечения непрерывного выхода музыки Ёсики основал независимый лейбл Extasy Records. На нем в следующем году были выпущены второй сингл группы «Orgasm». В 1987 году, после постоянных изменений в составе, в группу приходят гитаристы Хидэ и Пата, а также басист Тайдзи.
16 декабря 1987 года группа приняла участие в прослушивании на CBS/Sony. Ёсики был недоволен многими условиями соглашения, но в результате был достигнут консенсус и компания подписала контракт с группой. 14 апреля 1988 года группа выпускает дебютный альбом Vanishing Vision и активно гастролирует в его поддержку.
Второй альбом X под названием Blue Blood был выпущен 21 апреля 1989 года и породил несколько синглов — «Kurenai» и «Endless Rain». X сразу же стали известными в Японии и получили приз канала TBS как «лучший новый исполнитель». Также группа выпустила своё первое видео — кассету с записью концерта под названием Blue Blood Tour Bakuhatsu Sunzen Gig. Запись следующего альбома Jealousy проводилась в Лос-Анджелесе. Он был выпущен 1 июля 1991 года и сопровождался выступлением группы на стадионе «Токио Доум».
В 1992 году название группы было изменено на X Japan, в связи с тем что в Америке уже существовала панк-рок-группа под названием X. В это же время X покидает Тайдзи.

### 1993—1998: X Japan
28 августа 1993 года на лейбле Atlantic Records выходит состоящий из одного 29-минутного трека альбом Art of Life. Песня была исполнена вживую всего три раза.
До 1996 года наступило относительно затишье, пока 4 ноября не был выпущен альбом Dahlia. Это был последний крупный релиз группы. Он содержал сравнительно мало нового материала, большинство песен уже были выпущены в качестве синглов через несколько месяцев после выхода Art of Life. В это же время группа отходит от привычного вижуал-кэй-имиджа в пользу более спокойного внешнего вида.
В 1997 году начался распад группы. У её членов появились собственные проекты, и им уже стало сложно уживаться вместе. В апреле 1997 года группу покинул Тоси, а 22 сентября было официально объявлено о роспуске группы. Свой последний концерт они дали 31 декабря 1997 года в «Токио Доум».
В 1998 году Хидэ, начавший успешную карьеру в составе группы Hide with Spread Beaver, был найден повешенным в своей квартире, при этом никакой предсмертной записки найдено не было. На его похоронах присутствовало около 50000 человек, а несколько девушек-фанаток, несмотря на призывы друзей Хидэ этого не делать, покончили с собой. Ёсики продолжает успешную музыкальную карьеру, сочетая сольные выступления с продюсированием начинающих исполнителей. Именно Ёсики «открыл» такие группы, как Glay, Dir en grey.

### 2007: воссоединение
В 2007 году группа воссоединилась для записи нового сингла и концертного тура. Гитарные партии Хидэто Мацумото, который ушел из жизни в 1998 году, играли приглашённые музыканты, в том числе гитарист группы Luna Sea Ясухиро Сугихара (Sugizo/Сугидзо). В конце апреля 2009 года Сугихара был объявлен официальным участником группы, что он сам и подтвердил 30 апреля 2009 года в своем блоге

## Состав

### Текущий состав
- Тоси (Toshi) (яп. 出山利三 Дэяма Тосимицу) — вокал (1982—1997, с 2007)
- Ёсики (Yoshiki) (яп. 林佳樹 Хаяси Ёсики) — ударные, клавишные (1982—1997, с 2007)
- Пата (Pata) (яп. 石塚智昭  Исидзука Томоаки) — гитара (1987—1997, с 2007)
- Сугидзо (Sugizo) (яп. 杉原康弘 Сугихара Ясухиро) — гитара (с 2009)
- Хидэ (hide) (яп. 松本秀人 Мацумото Хидэто) — гитара (1987—1997; умер в 1998)
- Хит (Heath) (яп. 森江博  Мориэ Хироси) — бас (1992—1997, 2007-2023; умер 29 октября 2023)

### Бывшие участники
- Тайдзи Савада  (яп. 沢田泰司 Савада Тайдзи) — бас-гитара (1985, 1986—1992; умер в 2011)

## Дискография
- Vanishing Vision (1988)
- Blue Blood (1989)
- Jealousy (1991)
- Art of Life (1993)
- Dahlia (1996)